# Агнес III фон Еберщайн
Агнес фон Еберщайн (на немски: Agnes von Eberstein; * ок. 1218/пр. 1258 в дворец Еберщайн, Баден-Баден; † сл. ноември 1284) е графиня от Еберщайн-Сайн и чрез женитба графиня на Графство Цвайбрюкен.

## Биография
Тя е дъщеря наследничка на граф Еберхард IV фон Еберщайн († 19 март 1263) и втората му съпруга Аделхайд фон Сайн († 1263), вдовицата на граф Готфрид III фон Спонхайм († 1218), дъщеря на граф Хайнрих II фон Сайн († 1201/1202) и Агнес фон Зафенберг († 1200). Майка ѝ Аделхайд е наследничка на бездетния си брат Хайнрих III (1202 – 1246), последният граф на Графство Сайн.
Агнес фон Еберщайн се омъжва около 1248 г. за граф Хайнрих II фон Цвайбрюкен (* ок. 1194; † сл. 8 септември 1282), единственият син на първия граф на Цвайбрюкен Хайнрих I († 1228) и съпругата му Хедвиг от Лотарингия-Бич († сл. 1228), дъщеря на херцог Фридрих I от Лотарингия от Дом Шатеноа.
През 1259 и 1260 г. Хайнрих II фон Цвайбрюкен строи замък Лихтенберг, въпреки съпротивата на монасите от съседството.
След смъртта на баща ѝ граф Еберхарт IV фон Еберщайн на 19 март 1263 г. Агнес получава наследството като единствено живо дете. Управлението на Графство Еберщайн поема Симон I, най-възрастният ѝ син. Малко преди смъртта на Хайнрих II двата им сина Еберхард I и Валрам I поемат заедно управлението.

## Деца
Агнес фон Еберщайн и граф Хайнрих II фон Цвайбрюкен имат десет деца:
- Симон I († 1282), граф на Цвайбрюкен-Еберщайн, ∞ за дъщеря на граф Готфрид III фон Калв, пфалцграф на Лотарингия († пр. 1262)
- Валрам I († 1308), последва баща си като граф на Цвайбрюкен, ∞ Агнес от Водемон († 1282)
- Еберхард I († пр. 1321), основател на Дом Цвайбрюкен-Бич, ∞ Агнес фон Саарбрюкен
- Фридрих († сл. 1302)
- Хайнрих († 17 март 1305), каноник в Трир, домпропст във Вормс
- Елизабет († 1259), ∞ 1257 г. Герлах V фон Велденц († 1259/1260)
- Мехтилд († ок. 1275)
- Катарина († сл. 1275), ∞ Хуго I фон Финстинген († сл. 1304)
- Агнес († сл. 1283), ∞ Дитрих фон Хоенфелс († 1290)
- Кунигунда (* пр. 1248; † сл. 1306), абатиса в манастир Розентал